# Daniel Torgersson
Daniel Carl Albin Torgersson, född 26 januari 2002 på Hönö, är en svensk professionell ishockeyspelare som har spelat för Frölunda HC i Svenska hockeyligan. Säsong 2021/2022 var Daniel utlånad av Frölunda till AIK. Hans moderklubb är Skärgårdens SK. Efter två och en halv säsong i Winnipegs farmarlag Manitoba Moose Hockey Club så gick Daniel till JYP,  Jyväskylä i Finland under säsongen (januari 2025) 2024/2025. 